# 郑蔼
鄭藹（？—？），字虞風，鄭州滎陽人，出自荥阳郑氏北祖第二房。
曾祖鄭厚，官至池州司馬，祖父鄭運，官至縣丞。唐僖宗廣明元年（880年）庚子科狀元，主考官是禮部侍郎崔厚。事蹟無考。